# Käärijä
Jere Pöyhönen (művésznevén: Käärijä, Helsinki, 1993. október 21. –) finn énekes, dalszerző, rapper. Ő képviselte Finnországot a 2023-as Eurovíziós Dalfesztiválon, Liverpoolban, a Cha Cha Cha című dalával, amivel második helyezést ért el.

## Magánélete
Helsinkiben született, de Vantaaban nőtt fel. A zene iránt akkor kezdett el érdeklődni, amikor megtanult dobolni, majd 2014-ben kezdett el dalokat szerezni.

## Pályafutása
2014 és 2017 között önállóan adta ki zenéit, majd szerződést kötött a Monsp Records lemezkiadóval. Ezután jelent meg két dala, a Koppi tules és a Nou roblem. A következő évben kiadta első középlemezét Peliä néven, majd 2020-ban jelent meg első stúdióalbuma, a Fantastista.
2023. január 11-én az Yle bejelentette, hogy az énekes résztvevője lesz a 2023-as Uuden Musiikin Kilpailu finn eurovíziós nemzeti válogatónak. Cha Cha Cha című versenydalával a február 25-én rendezett döntőt a nemzetközi zsűri és a közönség szavazatai alapján megnyerte, így ő képviselheti hazáját az Eurovíziós Dalfesztiválon. Először a május 9-én rendezett első elődöntőben versenyzett, ahonnan továbbjutott a május 13-i döntőbe, ahol második helyezett lett.
2024-ben eredetileg ő hirdette ki a finn szakmai zsűri pontjait az Eurovíziós Dalfesztiválon, azonban a döntő napján visszalépett a felkéréstől.

## Diszkográfia

### Stúdióalbumok
- Fantastista (2020)
- People's Champion (2024)

### Középlemezek
- Peliä (2018)

### Kislemezek
- Puun takaa (2016)
- Tuuliviiri (2017)
- Ajoa (2017)
- Koppi tules/Nou roblem (2017)
- Klo23 (2018)
- Puuta heinää (2018)
- Viulunkieli (2018)
- Rock rock (2019)
- Hirttää kiinni (2019)
- Mic Mac (2019)
- Paidaton riehuja (2020)
- Menestynyt yksilö (2021)
- Siitä viis (2021)
- Välikuolema (2022)
- Cha Cha Cha (2023)
- Huhhahhei (2023)
- Kot Kot (2024)
- Sex = Money (2024)
- Autiomaa (2024)

### Közreműködések
- Heila (2016, Urho Ghettonennel közösen)
- Urheilujätkä (2016, Jeskiedes-szel közösen)
- It's Crazy, It's Party (2023, Tommy Cash-sel közösen)
- Ruoska (2024, Erika Vikmannal közösen)
- Trafik! (2024, Joost Klein-nel közösen)
- San Fransisco Boy (2025, Hoojával közösen)
- Kaistaa (2025, Bess-szel közösen)
- #eurodab (2025, Baby Lasagnával közösen)